# 杉森八幡社
杉森八幡社（すぎもりはちまんしゃ）は、愛知県豊川市赤坂町に建つ神社である。祭神は天照大神、誉田別尊（応神天皇）、大鷦鷯尊（仁徳天皇）、息長足姫尊（神功皇后）。

## 歴史
当社は、天照大神を祀る神明宮であると共に、応神天皇や神功皇后を祀る八幡宮でもある。社歴によると、神明宮は大宝2年（702年）に持統上皇が東国を巡行した際、伊勢神宮領御厨（みくりや）に勧請した。八幡宮は、持統が滞在した頓宮を畏れて勧請した。
慶長6年（1601年）、社領2石の黒印を受けた。
昭和3年（1928年）に昭和天皇の即位の大礼が行なわれたのを記念して、拝殿西北裏に300円余りをかけて宝蔵を建てた。また、神社の由緒を記した高札を掲げた。
社号は、寛永6年（1629年）以前の棟札では全て「若宮社」とあり、神明神社か八幡宮か不明であるが、延宝6年（1678年）の棟札には「若宮八幡社」、明和9年（1772年）のものには「八幡宮」とある。
昭和28年（1953年）6月5日、宗教法人として登録を受けた。

## 棟札
確認できる最古の棟札は寛和2年（986年）のものである。他の棟札としては、以下のものがある。
- 永正3年（1506年）
- 天正13年（1585年）12月
- 慶長15年（1610年）5月
- 寛永6年（1629年）11月
- 延宝6年（1678年）8月
- 延宝6年（1678年）9月
- 明和9年（1772年）9月
- 寛永5年（1793年）8月
- 嘉永3年（1850年）
- 明治11年（1878年）

## 巨樹
境内には、何本もの巨樹が茂っている。内訳と、1973年（昭和48年）時点及び2002年（平成14年）時点における目通り幹周は以下の通り（単位：m）。
| 樹種 | 1973年 | 2002年 |
| ---- | ------ | ------ |
| 楠   | 6.00   | 7.01   |
| 楠   | 5.95   | 6.58   |
| 楠   | 4.17   | 4.65   |
| 欅   | 3.81   | 4.56   |
| 欅   | 3.05   | 3.46   |
| 杉   | 3.05   | 3.14   |

このうち、拝殿前（向かって左側）に立つ2本の楠は、1977年（昭和52年）3月1日に音羽町（当時）の文化財に指定された。根元が一体化しており、「夫婦楠（めおとぐす）」と通称される。
また、過去に立っていた巨木としては、昭和30年（1955年）頃に伐採された杉がある。現在は切株が残るのみであるが、長径4.70m、短径3.20mあり、音羽町で最も太い木であった。

## 伝説
言い伝えによると、持統上皇が三河地方を行幸した際、大神宮を奉迎して四方拝をしたという石があり、「神力石」と呼ばれていた。児童が石の上で遊んで神罰を受けぬよう、宝暦年間に境内の地中に埋められたという。

## 祭礼

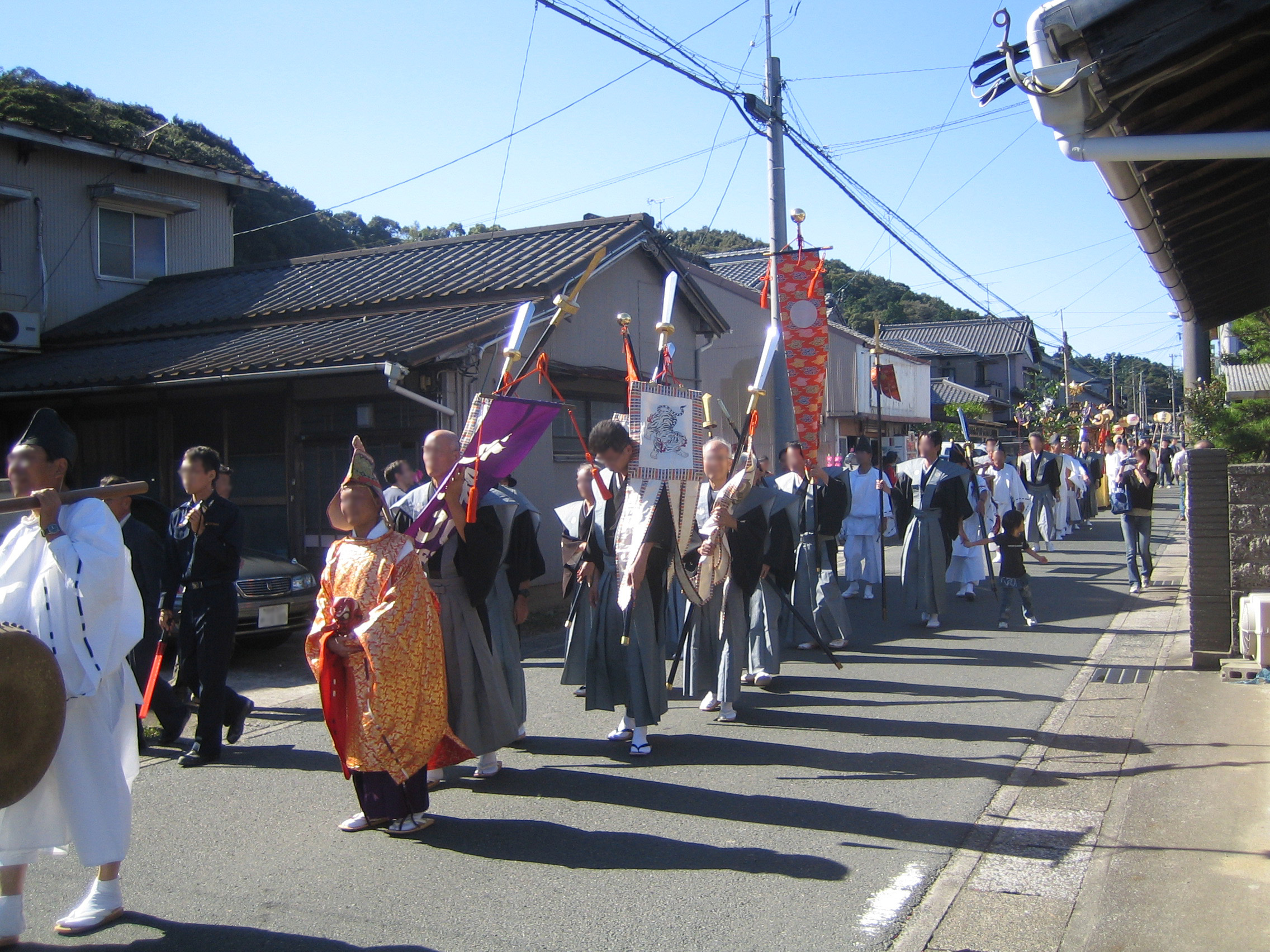
大名行列の再現

10月第2土曜・日曜に開催。かつては旧暦9月15日であった。
かつては人形芝居や神楽を奉納していたが、明治に入ってからはこうした風習は廃れ、代わって芝居や大弓が行われた。
祭礼時には、参勤交代の様子を再現した大名行列が行われる。元来は宮道天神社の余興として上宮町と下宮町の氏子が行っていたが、明治5、6年頃に両地域が八幡社の氏子となってからは、八幡社の余興として行われるようになった。昭和9年（1934年）には、神輿が新調された。

## 赤坂の舞台

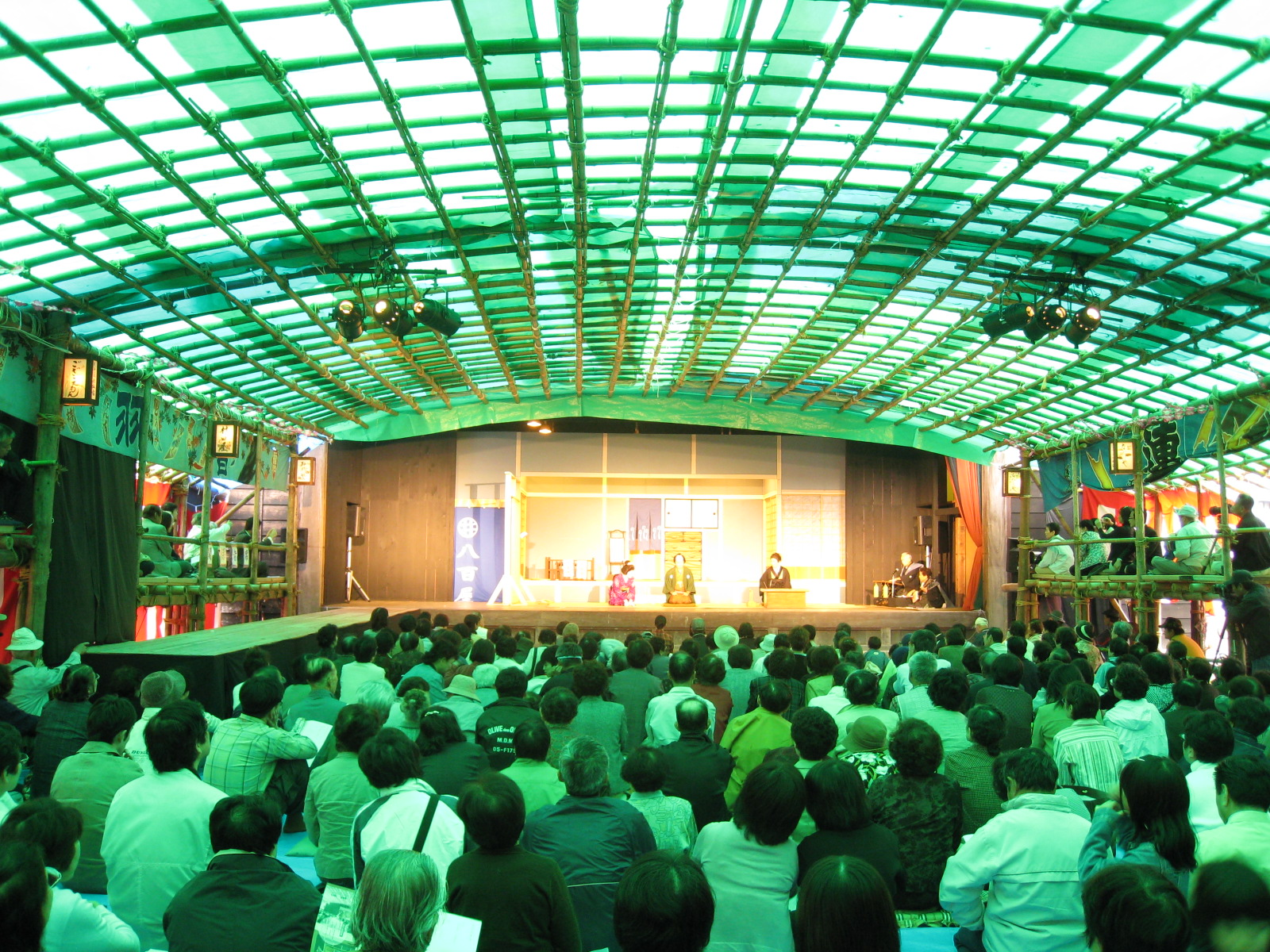
赤坂の舞台で行われる歌舞伎公演

回り舞台を備えた芝居舞台。「五郎左衛門日記」によると、明治5年（1872年）に建築され、5日間狂言が催されたという。
祭礼の余興として行われる舞台公演の際には、竹を格子状に組んで作った屋根付きの観覧席が舞台前の広場に設置された（この作業を「小屋掛け」と呼ぶ）。公演は周辺住民も観覧に訪れる盛況ぶりであったというが、太平洋戦争が始まると行われなくなった。
1998年（平成10年）6月1日、舞台が音羽町（当時）の文化財に指定された。2000年（平成12年）には舞台の復元工事が行われ、以来年1回歌舞伎公演が行われている。これに合わせ、小屋掛けの伝統も復活した。

## 交通
- 最寄駅：名鉄名古屋本線名電赤坂駅
  - 名電赤坂駅より徒歩10分ほど[16]